# 1000 lire Anno marciano
La 1000 Lire Anno marciano è una moneta commemorativa in argento del valore nominale di 1000 lire dedicata al XI centenario del recupero e della traslazione delle spoglie di San Marco e della costruzione della basilica omonima a Venezia, emessa in Italia nel 1994.

## Dati tecnici
Al dritto al centro è riprodotto il particolare centrale del prospetto della Basilica di San Marco, in basso lungo il bordo è scritto il nome dell'autrice CASSOL, in giro è scritto "REPUBBLICA ITALIANA".
Al rovescio al centro è riprodotto un particolare della Pala d'Oro raffigurante la traslazione delle reliquie di San Marco a Venezia; in basso si trovano l'indicazione del valore ed il segno di zecca R, mentre a sinistra in giro si trovano, lungo due archi concentrici, la legenda "BASILICA DI SAN MARCO" e le date "1094 - 1994".
Nel contorno: in rilievo, "R.I." fra stella e lauro per tre volte
Il diametro è di 31,4 mm, il peso di 14,6 g e il titolo è di 835/1000
La moneta è presentata nella duplice versione fior di conio e fondo specchio, rispettivamente in 41.000 e 8.600 esemplari.